# Носси
Носси — рід русинського походження в Чорткові.
Коли у місті помінялася влада з польської на австрійську сім'ї Бомів довелося онімечуватися і стати Носсами.

## Представники роду
- Бомів (раніше мав прізвисько «Бомок»). Займався у Чорткові торгівлею різними спеціями, лікарським зіллям, але в основному сіллю та чумакував. Мав кілька дітей.
  - Іван Бомів. Займався у місті торгівлею різного лікарського зілля та спеціями, фармакологією та лікуванням хворих. Дружина — Павлінка.
    - Ян Носс (Іван Бомів).
    - Людвіг Носс (1803—1866; Людвіг Бомів). Досить успішно займався фармацією в чортківській аптеці, яку відкрив старший брат. Дружина — Марія Носс з Ходзінських (1822 — 10 червня 1879).
      - Павліна Людвіка (нар. 19 лютого 1846; хрещені батьки — Геронім Садовський та Маріанна Борковська).
      - Людвіг (25 січня 1848[1] — 7 вересня 1913; хрещені батьки — Геронім Садовський та Барбара Бушинська).
      - Марія Тереза (1851—?; хрещені батьки — Геронім Садовський та Маріанна Борковська).
      - Емелія Северина (1859—?; хрещені батьки — Вінцентій Зарембський і Текля Новосельська).